# Joonas Suotamo
Joonas Viljami Suotamo (* 3. Oktober 1986 in Espoo) ist ein finnischer Schauspieler und ehemaliger Basketballspieler.

## Leben
Im Alter von 18 Jahren begann Suotamo 2004 seine Profikarriere als Basketballspieler in seiner Heimatstadt bei Honka Espoo. Nur ein Jahr später absolvierte er drei Spiele für die finnische Basketballnationalmannschaft. Im selben Jahr zog er in die USA und besuchte die Pennsylvania State University, wo er 2008 seinen Bachelor of Arts machte. In derselben Zeit spielte er im Team der Penn State Nittany Lions, wurde 2009 allerdings im Rahmen des NBA-Drafts nicht gezogen. Nach seinem Collegeabschluss kehrte er nach Finnland zurück und spielte zunächst zwei Jahre für Lappeenrannan NMKY. Seit 2010 spielte er wieder in seiner Heimatstadt, zunächst ein weiteres Jahr bei Honka Espoo, anschließend für vier Jahre bei Espoo Basket Team, wo er 2015 seine Karriere beendete.
Einer breiteren Öffentlichkeit wurde Suotamo ab 2015 durch sein Mitwirken in den Star-Wars-Filmen bekannt, wo er in Star Wars: Das Erwachen der Macht zusammen mit Peter Mayhew den Wookiee Chewbacca spielte. Aufgrund gesundheitlicher Probleme Mayhews, der die Rolle seit Krieg der Sterne (1977) verkörperte, übernahm Suotamo die Rolle ab Star Wars: Die letzten Jedi (2017) in den darauffolgenden zwei Filmen vollständig. 2024 spielte er den Wookie-Jedi Kelnacca in der Star-Wars-Serie The Acolyte.

## Filmografie
- 2015: Star Wars: Das Erwachen der Macht (Star Wars: The Force Awakens)
- 2017: Star Wars: Die letzten Jedi (Star Wars: The Last Jedi)
- 2018: Solo: A Star Wars Story
- 2019: Star Wars: Der Aufstieg Skywalkers (Star Wars: The Rise of Skywalker)
- 2024: The Acolyte (Fernsehserie)
- 2025: Wednesday (Fernsehserie)